# 서울평화상문화재단
서울평화상문화재단은 1988년 제24회 서울올림픽대회의 기본 정신에 입각하여 세계평화와 국가간의 화해, 그리고 인류의 화합을 위하여 공헌한 이들을 높이 기리기 위하여 시상하는 “서울평화상” 업무를 관장하며 세계평화의 성취에 이바지하기 위하여 1992년 6월 3일 설립된 문화체육관광부 소관의 재단법인이다. 서울특별시 송파구 방이동 88-2 올림픽공원내 테니스장에 위치하고 있다.

## 연혁
- 1989. 09. 17	서울올림픽대회 개최 제1주년 기념식에서 서울평화상 제정 제안
- 1990. 02. 27	서울평화상 발기인회 및 제1차 위원회 개최(서울평화상 제정)
- 1992. 06. 03	재단법인 설립 허가(체육청소년부). 김용식 초대이사장 취임(전 외무부 장관)
- 1995. 09. 05	김 덕 제2대 이사장 취임(전 부총리 겸 통일원장관)
- 1995. 11. 28	법인명칭변경(서울평화상⇒서울평화상문화재단)
- 1996. 06. 07	이철승 제3대 이사장 취임(전 국회부의장)
- 2000. 06. 13	이철승 제4대 이사장 취임
- 2004. 06. 13	이철승 제5대 이사장 취임
- 2008. 06. 13	이철승 제6대 이사장 취임
- 2012. 06. 13	이철승 제7대 이사장 취임
- 2016. 03. 10	권이혁 제8대 이사장 취임(서울대학교 명예교수)
- 2020. 03. 10	염재호 제9대 이사장 취임(전 고려대 총장)

## 주요 사업
- 서울평화상 시상
- 세계평화의 증진을 위한 학술연구 및 국제교류 활동
- 장학사업

## 조직
- 이사장
  - 사무총장
    - 기획실
    - 연구실

### 서울평화상위원회
- 구성 : 위원회는 서울평화상문화재단 이사장을 위원장으로 4인의 당연직 위원(대한민국학술원 회장, 대한민국예술원 회장, 한국신문방송편집인협회 회장, 대한올림픽위원회 위원장)을 포함한 15인 이내의 위원으로 구성되며 위원장 및 위원의 임기는 4년으로 연임할 수 있으며 당연직 위원의 임기는 그 재직기간으로 한다.
- 기능
  - 상의 심사운영에 관한 사항
  - 위원의 선임
  - 국내·외 추천인의 인선 및 위촉에 관한 사항
  - 수상후보자 심사, 수상자 결정에 관한 사항
  - 기타 서울평화상위원회 위원장 또는 서울평화상문화재단 이사장이 필요하다고 인정하여 부의하는 사항
- 위원회 규정
  - 제1장 총칙
    - 제1조(목적) 이 규정은 서울평화상(이하 "상"이라 한다)의 운영 및 서울평화상위원회(이하 "위원회"라 한다)의 설치, 구성, 기능 및 운영에 관하여 필요한 사항을 규정함을 목적으로 한다.
    - 제2조(설치) 위원회는 재단법인 서울평화상문화재단 정관 제34조의 규정에 의거 설치한다.

  - 제2장 서울평화상
    - 제3조(상의 목적) 상은 1988년 대한민국 서울에서 전 세계인의 화합과 우의 속에 치루어진 제24회 서울올림픽대회의 기본정신에 입각하여 세계평화와 국가간의 화해, 그리고 인류 번영과 화합을 위하여 공헌한 이들을 높이 기리기 위한 것이다.
    - 제4조(수상대상) 상은 국적, 인종, 종교, 이념을 초월하여 모든 분야에서 세계평화와 인류화합의 증진에 현저한 업적 또는 공적이 있는 개인 또는 단체에 수여한다.

  - 제3장 시상
    - 제5조(시상) 상은 매 2년마다 격년으로 시상한다.
    - 제6조(수상자) 상의 수상자는 1명의 개인 또는 1개의 단체로 함을 원칙으로 한다. 다만, 동일한 공적에 둘 이상의 개인 또는 단체의 경우에는 동 해당자를 공동수상자로 할 수 있다. 이후에 사망한 경우에는 예외로 한다. 이 경우 수상자는 본인 명의로 하고 부상은 대한민국 국내법에 따라 처, 자녀 등 그 상속자에게 수여한다.
    - 제7조(본상 및 부상) 본상은 상장 및 상패로 하며 부상은 상금 미화 20만불로 한다. 공동수상자의 경우 본상은 수상자 전원에게 각각 수여하며 상금은 수상자에게 균분 수여한다.
    - 제8조(시상일 및 장소) 상은 제24회 서울올림픽대회를 기념하는 뜻에서 대회가 개최되었던 기간 또는 그 기간을 전후하여 대한민국 서울에서 의식과 함께 수여한다.
    - 제9조(상의 재원) 시상에 소요되는 재원은 재단법인 서울평화상문화재단의 기금에서 조달한다.

  - 제4장 추천
    - 제10조(추천인) 수상후보자의 추천은 다음 각호에 추천인이 하며 추천인이 단체인 경우에는 그 단체의 대표자 또는 그 대표자가 위임하는 그 단체의 소속인사가 한다.
      - 국제적인 유명단체 및 학술단체
      - 국제적인 상의 수상자
      - 서울평화상 수상자
      - 대한민국학술원, 대한민국예술원 회원
      - 국내 유수대학 및 언론기관
      - 위원회 전·현직 위원
      - 기타 위원회가 선정한 국내·외 저명인사

    - 제11조(추천) 추천인은 국적, 인종, 종교, 이념에 구애됨이 없이 개인 또는 단체를 각기 3건 이내에서 수상후보자로 추천할 수 있다. 추천인은 자기 자신을 추천할 수 없다.
    - 제12조(추천의뢰) 위원회는 추천인에게 필요한 서식 등과 함께 수상후보자의 추천을 의뢰한다.
    - 제13조(추천서) 수상후보자의 추천서는 위원회의 소정 서식에 의거 작성된 후 위원회에 접수되어야 한다.
    - 제14조(추천서 접수마감) 수상후보자의 추천서 접수 마감시한은 시상년도 수상후보자 심사회의 개최 전까지로 한다.

  - 제5장 심사
    - 제15조(심사대상) 심사대상은 제13조 및 제14조의 규정에 따라 추천된 수상후보자로 한다.
    - 제16조(위원회의 심사) 위원회는 수상후보자에 대한 심사권을 가지며 위원회의 결정은 최종적이며 확정적이다.
    - 제17조(심사기준) 수상후보자의 심사는 상의 제정취지 및 목적에 부합하여야 하며 경쟁과 보편성의 원칙을 존중한다.
    - 제18조(심사절차) 위원회는 수상자를 선정하기 위하여 별도의 심사회의를 개최하고 심사과정의 모든 내용을 비밀로 하며 대외적으로 공개하지 아니한다.

  - 제6장 상 수여
    - 제19조(수상자 발표) 위원회는 수상후보자 심사종료 후 빠른 시일내에 수상자를 발표하며, 그 내용에는 수상자 경력 및 주요공적 등을 포함한다.
    - 제20조(상금) 상금 미화 20만불은 은행예치 보증증서로써 수여한다.
    - 제21조(시상식 등의 참석) 수상자는 특별한 사유가 있는 경우를 제외하고는 시상식 등 관련행사에 참석하여야 한다. 다만, 제6조 제2항의 경우에는 특별히 대리인이 참석할 수 있다.

  - 제7장 위원회 (이하 내용 생략)

### 위원명단
- 이철승(위원장)
- 김상하(위원)
- 김정행(위원)
- 박수길(위원)
- 박승서(위원)
- 서진영(위원)
- 송희영(위원)
- 안병훈(위원)
- 유장희(위원)
- 유종호(위원)
- 이인호(위원)
- 이재홍(위원)
- 최정호(위원)
- 김승채(간사)

### 추천인단
- 구성 : 현재 서울평화상 추천인단은 국내 500명, 국외 800명으로 총 1,300명으로 구성되어 있다. 수상후보자의 추천은 다음 각호의 추천인이 하며 추천인이 단체인 경우에는 그 단체의 대표자 또는 그 대표자가 위임하는 그 단체의 소속인사가 한다.
  - 국제적인 유명단체 및 학술단체
  - 국제적인 상의 수상자
  - 서울평화상 수상자
  - 대한민국학술원, 대한민국예술원 회원
  - 국내 유수대학 및 언론기관
  - 서울평화상위원회 전·현직 위원
  - 기타 서울평화상위원회가 선정한 국내·외 저명인사
- 후보자추천
  - 추천인은 국적, 인종, 종교, 이념에 구애됨이 없이 개인 또는 단체를 각기 3건 이내에서 수상후보자로 추천할 수 있다.
  - 추천인은 자기 자신을 추천할 수 없다.
  - 추천서 접수마감 시한은 시상년도 수상후보자 심사회의 개최전까지로 한다.
  - 위원회는 추천인에게 필요한 서식 등과 함께 수상후보자의 추천을 의뢰한다.
  - 수상후보자의 추천서는 위원회의 소정 서식에 의거 작성된 후 위원회에 접수되어야 한다.

## 같이 보기
- 서울평화상
- 노벨평화상
- 서울올림픽
- 문화체육관광부